# Tested (Glee)
"Tested" er det 16. episode af den femte sæson af den amerikanske musikalske tv-serie Glee, og den 104. episode samlet set. "Tested" er skrevet af Russel Friend og Garrett Lerner, og instrueret af Paul McCrane. Episoden blev sendt på Fox i USA den 15. april 2014.

## Plot
Artie Abrams (Kevin McHale) bliver testet positiv for klamydia og er tvunget til, at fortælle det til alle hans sexpartnere. På en date, bliver han meget nervøs og fortæller hende, at han ikke ønsker at have sex i mindst syv til 10 dage - når han har fundet ud af, hans antibiotika virkede. Senere fortæller Artie til hende at han har en kønssygdom; men hun er mere vred over, at han sov med to "idioter", og kalder ham en slyngplante, inden hun forlader ham.
Blaine Anderson (Darren Criss) og Kurt Hummel (Chris Colfer) er begyndt at afstand fra hinanden, da Kurt begynder med mere motion og Blaine begynder at føle sig usikker, især når han begynder at spise mere. Kurt finder snart ud af, at Blaine er frekventere en hjemmeside kaldet "Frat Boy physicals", og bliver vred over det. Den næste dag i fægteklasse,synger de to "Love is a Battlefield", før Kurt vredt vinder over ham. Senere indrømmer Blaine, at han er begyndt at føle sig usikker, nu da Kurt ændrer sig både fysik og personlighedsmæssigt; forsikrer Kurt ham om, at han altid vil være sammen med ham, og fortæller ham, at de skal være ærlige over for hinanden.
Mercedes Jones (Amber Riley) sætter spørgsmålstegn ved, om hun ønsker at miste sin mødom til Sam Evans (Chord Overstreet). Mercedes går i kirke, for at bede om vejledning, og konkluderer, at hun ønsker at vente indtil ægteskabet. Det komplicerer tingene for Sam; senere fylder han Mercedes' dagligstue med stearinlys, og siger, at han kan leve uden sex, men ikke leve uden hende.

## Produktion
Episoden blev skrevet af Russel Friend og Garrett Lerner, og instrueret af Paul McCrane.
Kun en tilbagevendende karakter dukkede op i episoden: den håbefulde sanger Mercedes Jones (Amber Riley).
Fire sange fra episoden er blevet løsladt på en digital fire-track EP med titlen Glee: The Music, Tested. Disse er: Robert Palmers  "Addicted to Love" sunget af McHale, Foreigners "I Want to Know What Love Is" sunget af Riley, Pat Benatars "Love Is a Battlefield" udført af Colfer og Criss, og Janet Jacksons "Let's Wait Awhile" udført af McHale, Riley og Overstreet.

## Eksterne links
- Tested på Internet Movie Database (engelsk)
- Tested hos TV.com (engelsk)